# Kancjonał brzeski

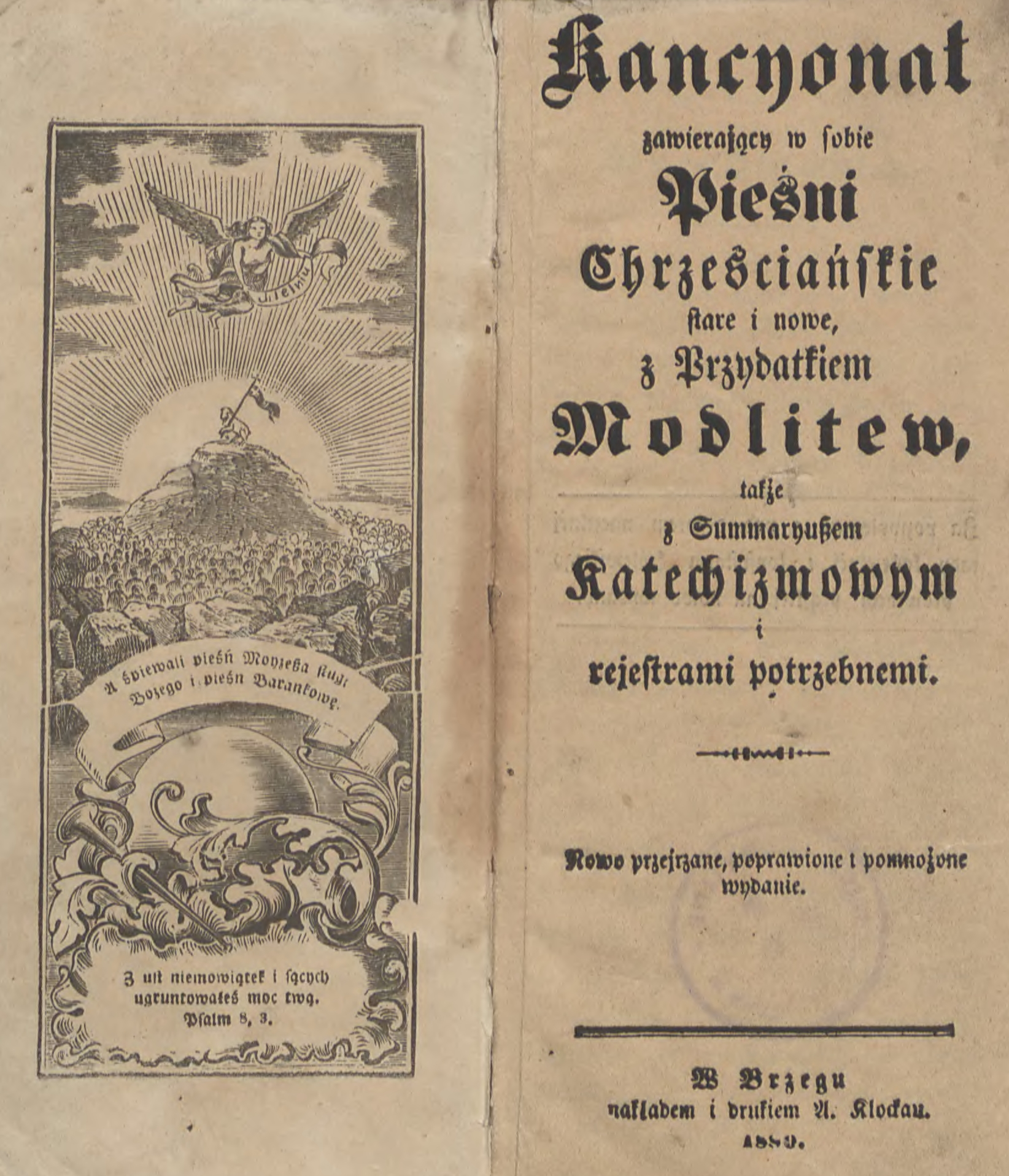
Kancjonał Brzeski wydany przez Roberta Fiedlera w języku polskim w Brzegu w 1859 roku.

Kancjonał brzeski, Wielki kancjonał wrocławski lub Kancjonał międzyborski – XVII-wieczny kancjonał, tj. zbiór pieśni religijnych spisanych w języku polskim, przeznaczony dla protestantów na Dolnym i Górnym Śląsku.

## Historia
Kancjonał wydrukowany został po raz pierwszy w 1673 roku w śląskim Brzegu pod nazwą Doskonały kancjonał polski. Był później w XVII i XVIII wieku wielokrotnie uzupełniany oraz poszerzany przez polskich pastorów działających na Śląsku. W roku 1723 wydany został w skróconej formie przez Chrystiana Rohrmanna, a w 1776 w ponownie rozszerzonej formie przez Jana Zasadiusa oraz Jana Chrystiana Bockshammera. Do 1850 roku ukazało się na Śląsku 20 edycji tego kancjonału. W 1859 roku, po przeredagowaniu, został wydany pod tytułem Kancjonał zawierający w sobie pieśni chrześcijańskie... przez polskiego pastora ewangelickiego pełniącego posługę duszpasterską w okolicach Międzyborza, Roberta Fiedlera. Ostatnie wydanie śpiewnika wyszło spod prasy drukarskiej na Śląsku w 1908 roku.

## Wydania kancjonału
- Doskonały kancjonał polski (1673),
- Kancyonał Mie̜dzyborski: to iest pieśni chrześciańskie ... zawieraja̜cy w sobie pieśni chrześciańskie Panu Bogu w Troycy S. iedynemu na cześć y chwałe̜, osobiście w Slasku zwyczayne, tak starodawnych iako i świeżo przetłumaczonych, zebrane y przydatkiem rożnych modlitew także z Sumaryuszem (1776),
- Kancyonał zawierający w sobie pieśni chrześciańskie porządkiem słusznym tak z starodawnych iako i świeżo przetłumaczonych i złożonych zebrane: z przydatkiem modlitew także z summaryuszem kateizmowym i reiestrami potrzebnymi : nowo wydany (1827),
- Kancjonał zawierający w sobie pieśni chrześcijańskie... (1859)[8]
- Kancjonał... (1880)